# Sergey Naumov
Sergey Naumov (en russe : Серге́й Нау́мов, né le 9 avril 1962 à Moscou) est un joueur de water-polo soviétique (russe), participant aux Jeux olympiques de 1988 et de 1992.